# Dorsale du Chili

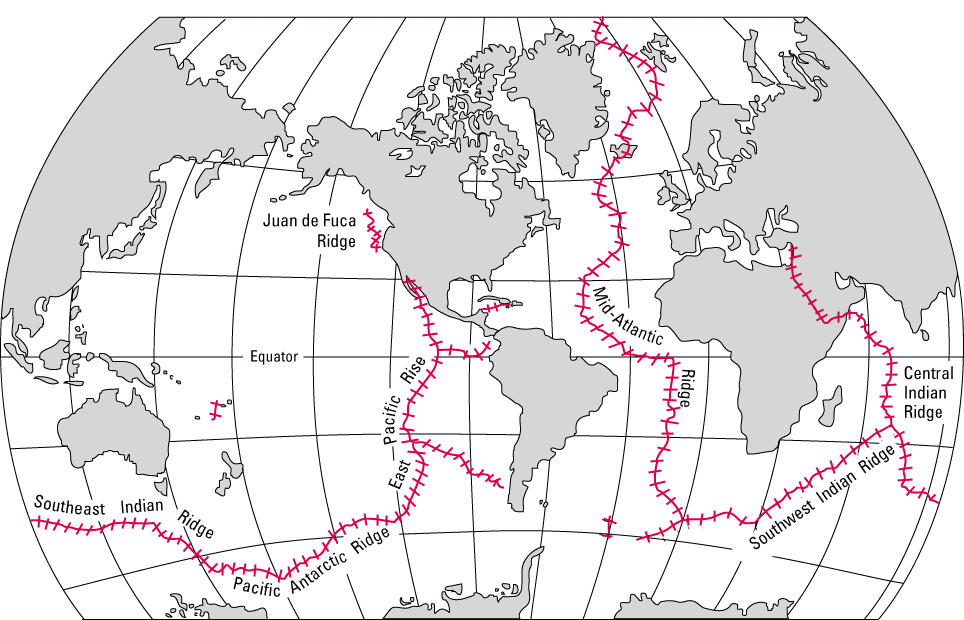
La dorsale du Chili lie la dorsale est-Pacifique (East Pacific Rise) à la côte chilienne.

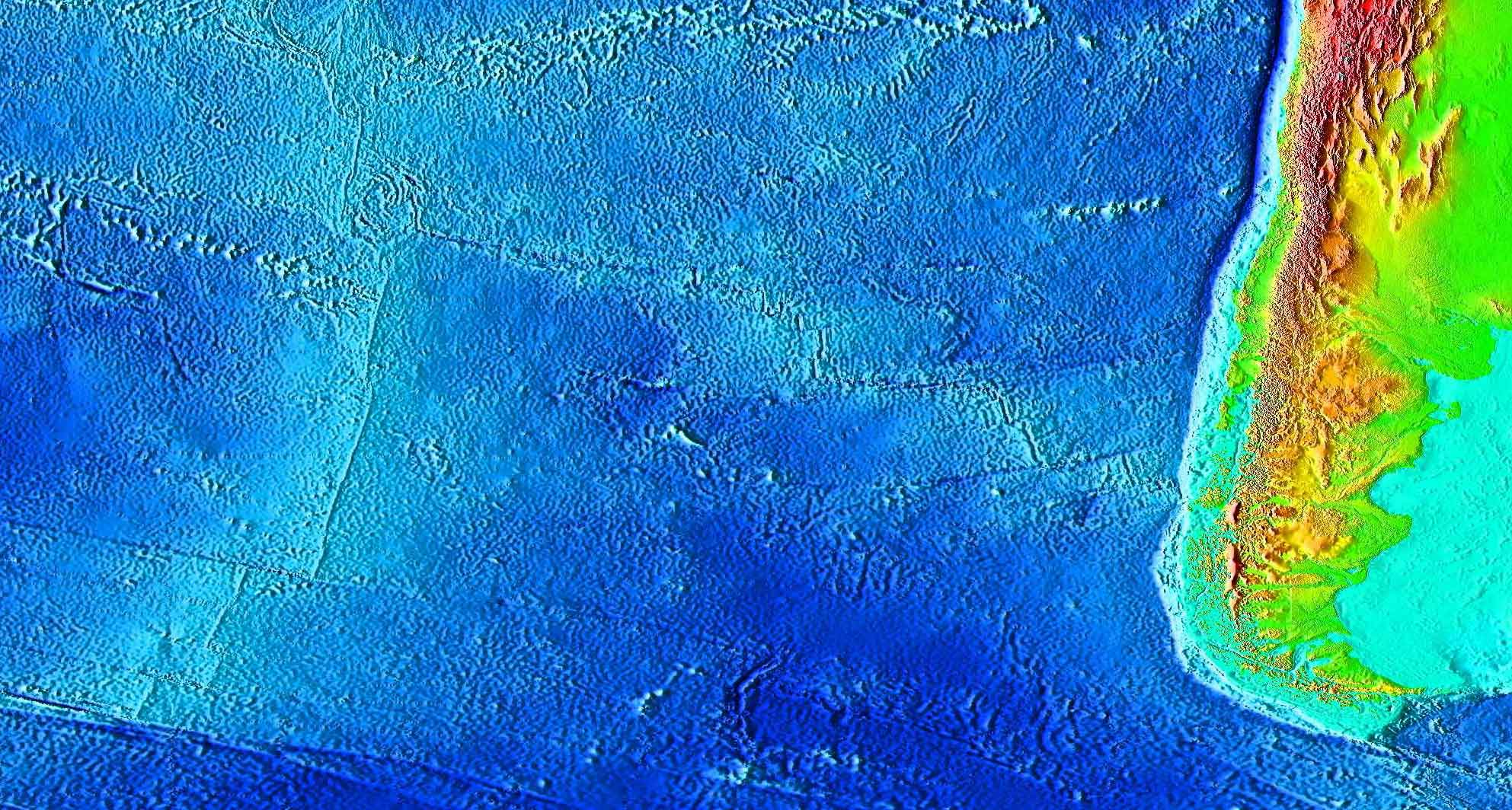
Carte bathymétrique du sud-est de l'océan Pacifique.

Le dorsale du Chili est une dorsale océanique située dans la partie australe du Chili qui sépare la plaque de Nazca de celle antarctique. Son extrémité occidentale débute au point triple au sud de la plaque Juan Fernández où elle rejoint la dorsale est-Pacifique. Son extrémité orientale quant à elle se trouve à la jonction triple du Chili, où elle est subductée depuis 14 Ma sous la plaque sud-américaine dans la fosse du Pérou-Chili,. C’est l'une des seules dorsales actives au monde en cours de subduction, ce qui s'accompagne de conséquences spécifiques sur la géomorphologie et la géodynamique.
La subduction de la dorsale du Chili a lieu près de la péninsule de Taitao où l'ophiolite de Taitao (en) et d'autres caractéristiques géologiques sont associées aux interactions de la triple jonction.